# Brookesia brygooi
Brookesia brygooi är en ödleart som beskrevs av  Christopher John Raxworthy och NUSSBAUM 1995. Brookesia brygooi ingår i släktet Brookesia och familjen kameleonter. IUCN kategoriserar arten globalt som livskraftig. Inga underarter finns listade.